# Franciszek Grzybowski (wydawca)

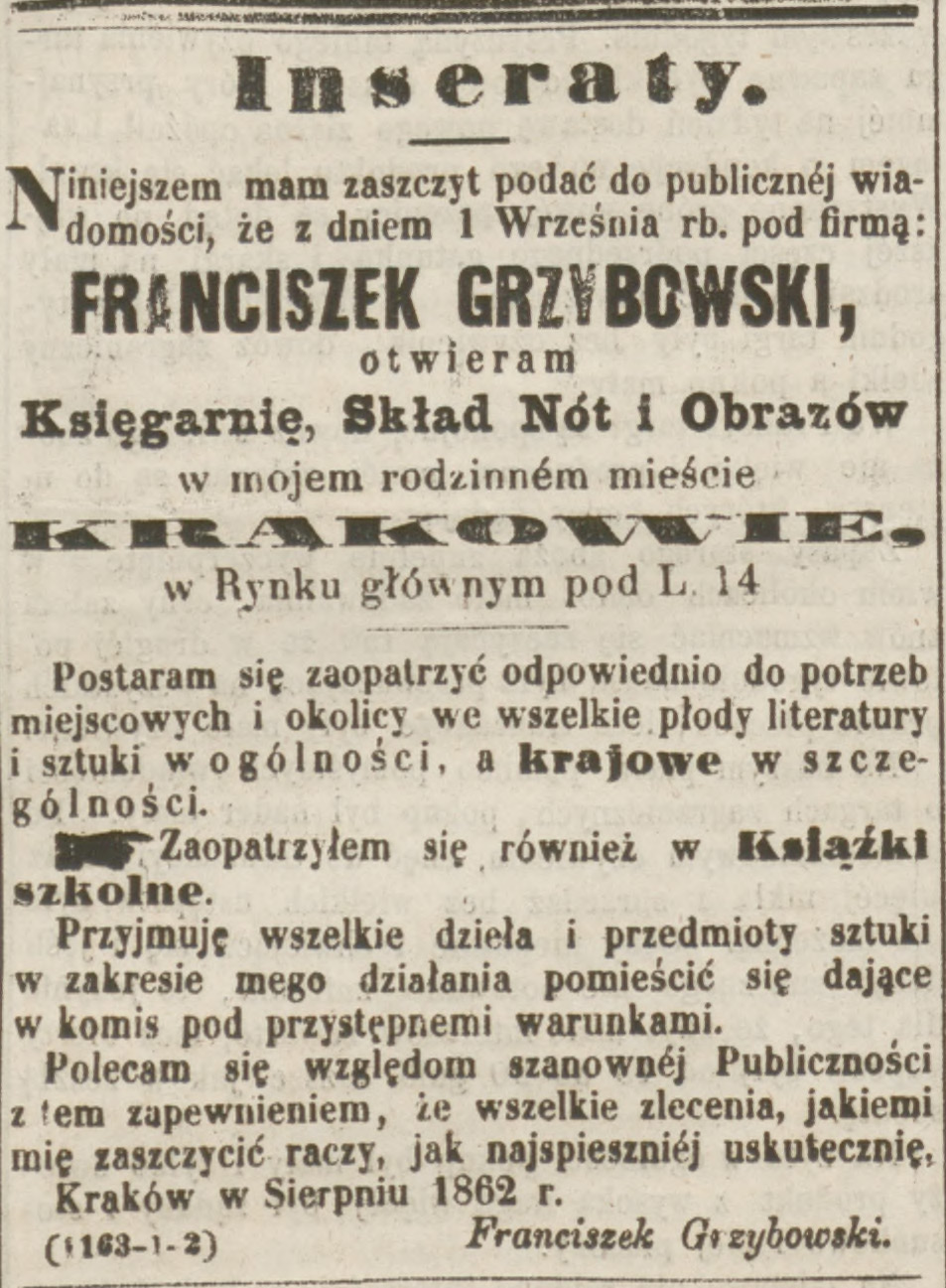
Franciszek Grzybowski, ogłoszenie o otwarciu księgarni w Krakowie, sierpień 1862

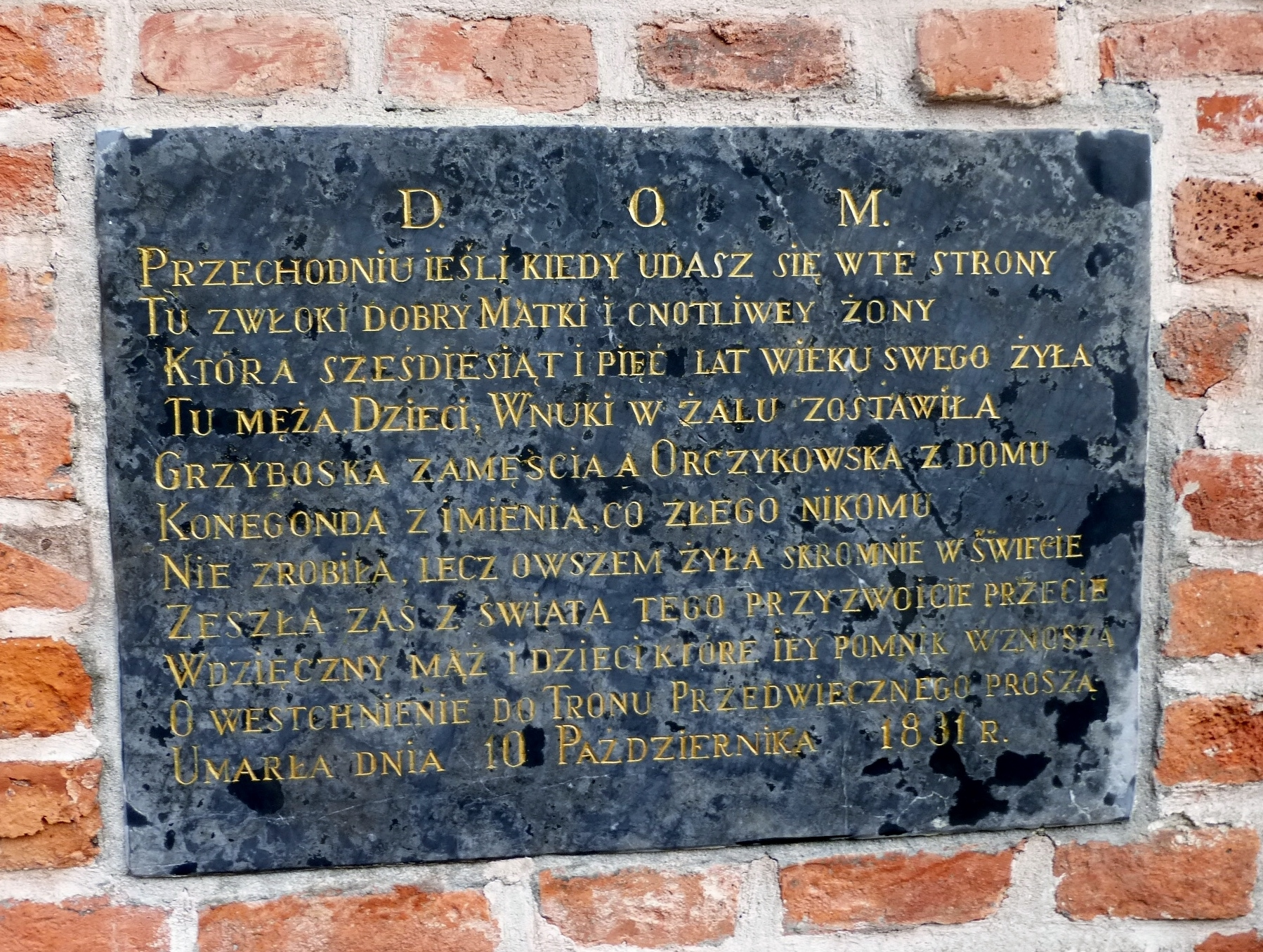
Tablica epitafijna Kunegundy Grzybowskiej z Orczykowskich vel Orczyk (1766–1831)

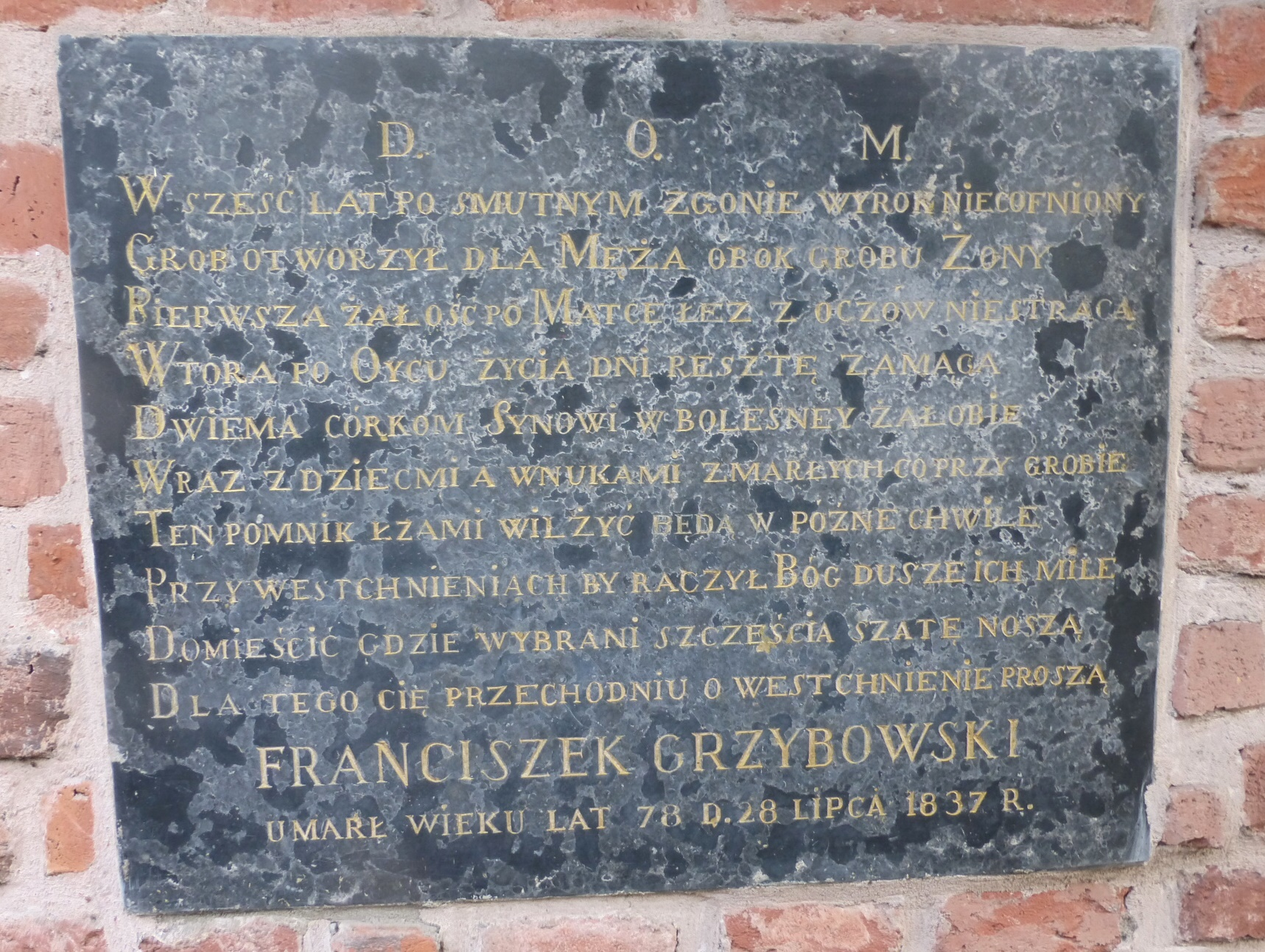
Tablica epitafijna Franciszka Grzybowskiego (1759–1837)

Franciszek Ludwik Grzybowski (ur. 16 sierpnia 1837 w Krakowie, zm. 19 lutego 1916 w Krakowie) – polski księgarz, nakładca i wydawca, protoplasta krakowskiej profesorskiej rodziny Grzybowskich.

## Pochodzenie i rodzina
Urodził się w Wolnym Mieście Krakowie, gdzie jego rodzina mieszkała od XVIII wieku, jako jedno z dwanaściorga dzieci Kaspra Grzybowskiego (1791–1843) i Józefy Stroyny (Strojny) (1796-1866). Młodszy brat Joanny Ewy z Grzybowskich Rogowskiej (1814–1847), babki Stanisława Wyspiańskiego. Ożenił się w r. 1866 w Krakowie z Marią Hubicką (1842–1916), z którą miał syna Stefana Gaspara Mariana Grzybowskiego (1867–1930), dr medycyny UJ, lekarza i społecznika, burmistrza Zatora. Po separacji i zerwaniu wszelkich kontaktów z żoną oraz synem („rozłączenie od stołu i łoża”, 1869) żył w konkubinacie z Maryanną Jurkiewiczową (ur. 1837), matką jego dwóch młodszych synów: geologa Józefa Bolesława (1869–1922) i Feliksa (ur. 1873), słuchacza wydziału Budownictwa Lądowego Politechniki Lwowskiej, oraz przybranej córki Wiktorii (ur. 1866). Na przełomie lat 1897 i 1898 nawiązał kontakt listowny z najstarszym synem. Dziadek prawników Konstantego i Stefana Grzybowskich, pradziadek historyka Stanisława Grzybowskiego.

## Działalność księgarska
Od 1 września 1862 do roku 1869 prowadził w Krakowie księgarnię asortymentową wraz z antykwariatem, wypożyczalnią i składem nut. Wydawał książki (przeważnie o tematyce patriotycznej i religijnej), podręczniki szkolne, grafiki oraz utwory muzyczne. Księgarnia mieściła się w Pałacu Zbaraskich (obecnie Rynek Główny 20, d. 14), wówczas określanym jako „kamienica księcia Jabłonowskiego”. Po jej bankructwie prowadził tam księgarnię Franciszek Trzecieski, a następnie (w latach 1872–1877) Adolf Dygasiński. Obie te księgarnie również zbankrutowały.
Miał poglądy „demokratyczne i republikańskie”. Jego wydawnictwo popierało aktywnie powstanie styczniowe. W 1863 opublikował broszurę Kilka rysów z żywota Katarzyny ze Szrederów jenerałowej Sowińskiej i jej pogrzeb w Warszawie. Wydany przez niego w tymże roku anonimowy Odpust zupełny Ojca Świętego Piusa IX... został w 1864 przez gubernatora Galicji hrabiego Mensdorffa objęty zakazem rozpowszechniania, a drukarza Jakuba Żegotę Wywiałkowskiego (1823–1896) aresztowano za udział w powstaniu. Pismo polityczne „Kronika” wychodzące w Krakowie określiło tę książeczkę jako „pierwszą publikację patryiotyczną” wydaną w tym czasie w mieście „popierającą naszą sprawę”. Grzybowski wydał też serię drzeworytów przedstawiających bohaterów i bitwy powstania styczniowego drukowanych u Wywiałkowskiego oraz Johanna Jacoba Webera (1803–1880) w Lipsku.
Ponadto „wydawał z zamiłowaniem prace naukowe i wartościowe” m.in. tłumaczenia na jęz. pol. Rysu biograficznego Adama Mickiewicza Edmunda Fontille’a (wł. Edmond Mainard, mąż Ksawery Deybel, tłum. Lucjan Siemieński, 1863) i Żywotu św. Stanisława... Jana Długosza (tłum. Ludwik Feliks Karczewski, 1865) oraz biografię Adama Czartoryskiego autorstwa Lucjana Siemieńskiego (1863), sześć pieśni Władysława Żeleńskiego (1864) do słów Bohdana Zalewskiego i Władysława Syrokomli, a także pieśni patriotyczne Stanisława Mireckiego i Kobiety dramatów Słowackiego pióra Michała Bałuckiego (1867). Jedną z ostatnich wydanych przez siebie książek opatrzył wstępem, w którym wyłożył swoje wydawnicze credo, określając się jako „miłujący kraj wydawca”. Zapowiadał też w nim edycję polskiego przekładu słynnej później książki Stefana Buszczyńskiego Upadek Europy (La décadence de l’Europe), do czego jednak nie doszło. Wydawane przez siebie utwory drukował na ogół w drukarniach krakowskiego „Czasu” i Uniwersytetu Jagiellońskiego, a także w Lipsku. Utrzymywał liczne kontakty z zagranicą.
Nieudane transakcje antykwaryczne oraz niemożność uzyskania zaległych wierzytelności od klientów doprowadziły go w 1869 do bankructwa i już do końca życia pozostawał człowiekiem niezamożnym. W 1898 r. pracował krótko w księgarni Leonarda Zwolińskiego w Zakopanem, ale po 1880 występował w księgach adresowych i spisach ludności Krakowa jako były księgarz i agent handlowy (komisjoner), zam. ul. Krzywa 7. Pochowany na Cmentarzu Rakowickim w Krakowie a jego grób się nie zachował.